# Giuseppe Bellonci
Giuseppe Bellonci (Forlì, 1855 – Bologna, 1888) è stato un medico italiano.
Docente di anatomia all'università di Bologna, fu uno dei più celebri luminari dell'istologia nella seconda metà del XIX secolo.